# Bryan Conlon
Bryan Conlon (14 tháng 1 năm 1943 – 11 tháng 10 năm 2000) là một cầu thủ bóng đá người Anh thi đấu ở vị trí tiền đạo tại Football League.